# Chiesa di Santa Maria Maddalena (Lollove)
La chiesa di Santa Maria Maddalena è una chiesa parrocchiale seicentesca situata a Lollove, in provincia di Nuoro. Si trova nella parte alta del borgo.

## Descrizione
La chiesa, edificata in stile tardo gotico all'inizio del '600, conta tre navate, quattro pilastri e nove arcate in trachite rosa. All'interno sono conservate le statue lignee di Sant'Eufemia, San Biagio e San Luigi dei Francesi.